# International Agrophysics
International Agrophysics is een Pools, aan collegiale toetsing onderworpen open access wetenschappelijk tijdschrift op het gebied van de landbouwkunde. De naam wordt in literatuurverwijzingen meestal afgekort tot Int. Agrophys. Het wordt uitgegeven door de Poolse Academie van Wetenschappen. Het eerste nummer verscheen in 1995.